# 帕德尔尼奥内
帕德尔尼奥内（義大利語：Padergnone），是意大利特伦托自治省的一个市镇。总面积3平方公里，人口706人，人口密度235.3人/平方公里（2009年）。ISTAT代码为022132。